# 科尔伍德
科尔伍德（英語：Colwood），加拿大不列颠哥伦比亚省西南部首府地区一座城市，位于温哥华岛南部，離省府维多利亚以西，東面瀕臨埃斯奎莫爾特港和胡安·德·富卡海峽，南鄰梅特喬辛，西面和西北面與蘭福德為鄰，東北臨維尤羅亞爾。據2011年加拿大人口普查所示，科爾伍德市內人口為16093人。

## 歷史

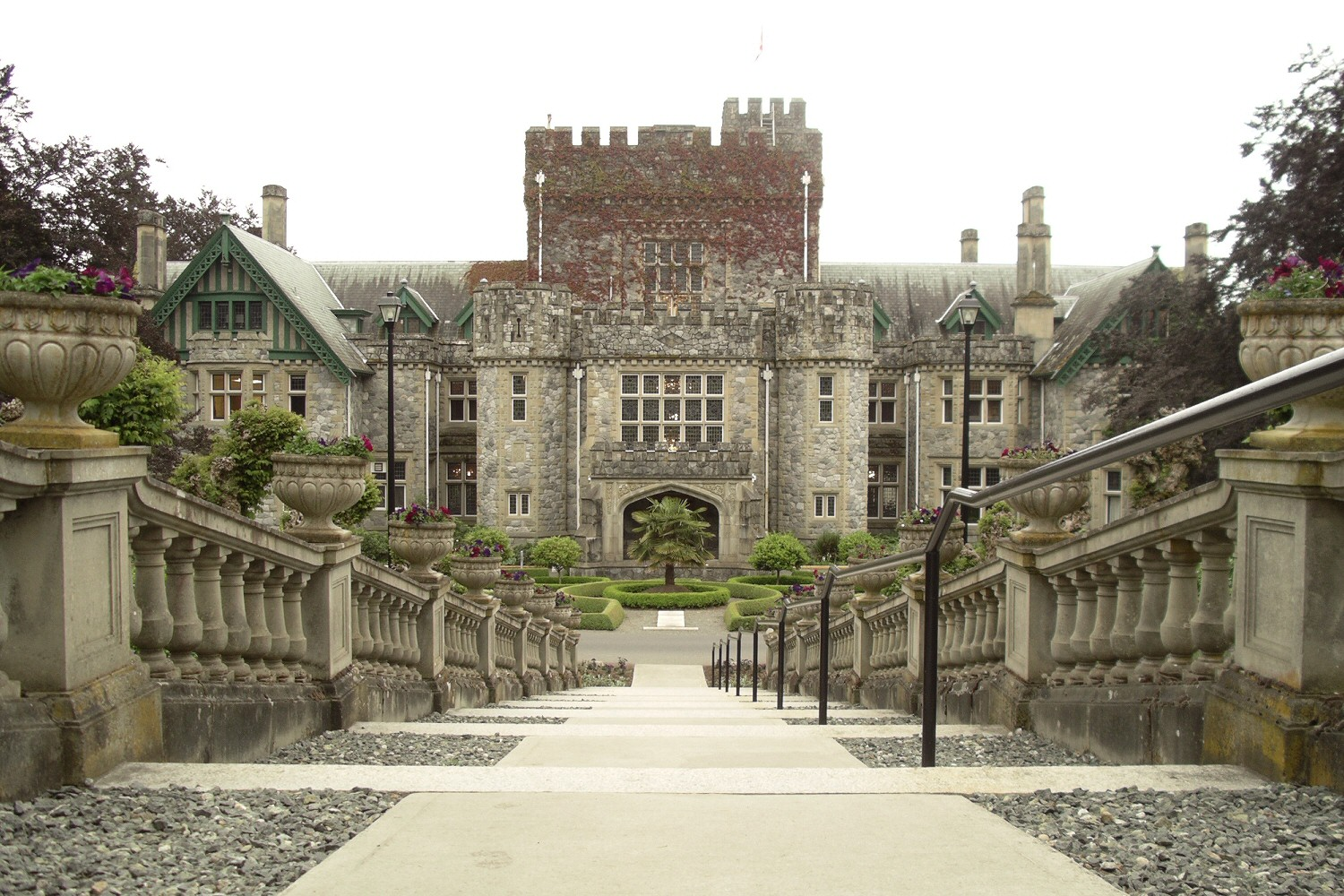
海特利古堡

科爾伍德一帶原為沙利殊原住民族（Salish）的地域。1840年代，哈德遜灣公司取得此帶地域的操控權，並從1850年起透過其轄下的普吉特海灣農業公司（Puget's Sound Agricultural Company）在此設立數個農莊，為鄰近的維多利亞堡（即現維多利亞市）供應食糧。其中一個農莊由愛德華·蘭福德（Edward Langford）設立，以其家族在英國薩塞克斯郡的莊園取名為“科爾伍德”（Colwood），覆蓋現蘭福德市和科爾伍德市的大部分範圍。英國政府又於1859-60年間在此地建設費斯嘉燈塔，引領英國皇家海軍艦艇進入埃斯奎莫爾特港以及商船進入維多利亞港，是現加拿大西海岸的首座燈塔。
第二次世界大戰期間，當局為國王喬治六世一家一旦需要撤離英國定下應變計劃，加拿大聯邦政府遂於1940年購入位於科爾伍德的海特利古堡，以便將之用作臨時皇室居所。國王一家最終留守倫敦，而聯邦政府則將古堡改建成皇家漢樑軍事學院（Royal Roads Military College）。軍事學院於1995年關閉，原址於同年改為皇家大學。
科尔伍德于1985年6月24日正式建制為市。

## 交通
卑詩省1號公路（橫加公路）並不進入科爾伍德市境内，但途經鄰近的蘭福德和維尤羅亞爾，向西北通往乃磨，向東南通往沙尼治和省府維多利亞。卑詩省14號公路亦有一小段路段途經科爾伍德市，向西通往梅特喬辛、蘇克和倫弗魯港。航空交通方面，最接近科爾伍德的主要機場為位於北沙尼治的維多利亞國際機場。

## 外部連結
- 维基共享资源上的相關多媒體資源：科爾伍德
- （英文）The City of Colwood （页面存档备份，存于）－科爾伍德市政府官方網站